# Kevin Richardson (piosenkarz)
Kevin Scott Richardson (ur. 3 października 1971 w Lexington, w stanie Kentucky) – amerykański piosenkarz, autor tekstów, model i aktor, członek boysbandu Backstreet Boys.

## Życiorys
Ma włosko-irlandzkie pochodzenie. Syn Jeralda Wayne'a Richardsona (ur. 1942) i Ann Richardson (z domu Littrell), dorastał wraz z dwoma starszymi braćmi - Jeraldem i Timem w Lexington, w stanie Kentucky. Jego matka to młodsza siostra Harolda Briana Littrella, Jr., ojca Briana Littrella. We wczesnych latach szkolnych był członkiem klubu szachowego i występował w szkolych przedstawieniach, m.in. Bye, Bye Birdie w Estill County High School w stanie Kentucky. Pełnił rolę quarterbacka drużyny futbolu amerykańskiego. Odgrywał rolę Aladyna i jednego z bohaterów Wojownicze Żółwie Ninja na Disney World w Orlando, na Florydzie, gdzie poznał swoją przyszłą żonę Kristin Kay Willits, która była Piękną z bajki Piękna i Bestia. 17 czerwca 2000 ożenił się z Kristin Kay Willits, z którą ma synów: Masona (ur. 3 lipca 2007) oraz Maxwella (ur. 10 lipca 2013).

## Kariera
Od 1993 do 23 czerwca 2006 był jednym z pięciu członków boysbandu Backstreet Boys, z którym nagrał w sumie sześć albumów. 29 kwietnia 2012 powrócił do zespołu. Dorabiał wraz z Ashtonem Kutcherem jako model dla Versace.
W 2002 zagrał główną rolę adwokata Billy’ego Flynna w musicalu Chicago wystawianym na Broadwayu w Nowym Jorku, londyńskim West End, a także w Toronto (listopad-grudzień 2006).